# Mitch Morse
Mitchell Morse (Austin, Texas; 21 de abril de 1992) más conocido como Mitch Morse, es un jugador profesional estadounidense de fútbol americano, se desempeña en la posición de center en Buffalo Bills, en la National Football League (NFL).

## Carrera
Fue parte del plantel de Kansas City Chiefs durante cuatro temporadas (2015-2019), y lleva cinco temporadas en Buffalo Bills, donde comenzó a jugar en 2019.